# Torneo Apertura 2022 (Colombia)
El Torneo Apertura 2022 (conocido como Liga BetPlay Dimayor 2022-I por motivos de patrocinio), fue la nonagésima cuarta (94.a) edición de la Categoría Primera A del fútbol profesional colombiano, siendo el primer torneo de la temporada 2022. Este inició el 20 de enero y concluyó el 26 de junio de 2022.
Atlético Nacional ganó su decimoséptimo título de liga en este torneo, venciendo al Deportes Tolima en la final por un marcador global de 4:3 luego de ganar 3:1 en el partido de ida en Medellín y perder el partido de vuelta en Ibagué por dos goles a uno.
Como hecho destacado, por primera vez en la historia del fútbol profesional colombiano se entregó un premio económico al campeón por parte de Conmebol y la Federación Colombiana de Fútbol, la suma de 500 mil dólares (2060 millones COP), lo cual se suma a los 3 millones de dólares (12 500 millones COP) que recibe el equipo al obtener su clasificación a la Fase de grupos de la Copa Libertadores.

## Novedades
A partir de este campeonato el VAR fue utilizado en todos los partidos, lo cual fue confirmado por el presidente de la Dimayor Fernando Jaramillo.
El descenso a la Primera B se tendrá mediante el sistema de promedio para el Torneo Finalización, volviendo al relevo anual de clubes tal como estaba antes del 2020. Como novedad, los dos equipos ascendidos desde la Primera B arrancaron su promedio desde ceros.

## Sistema de juego

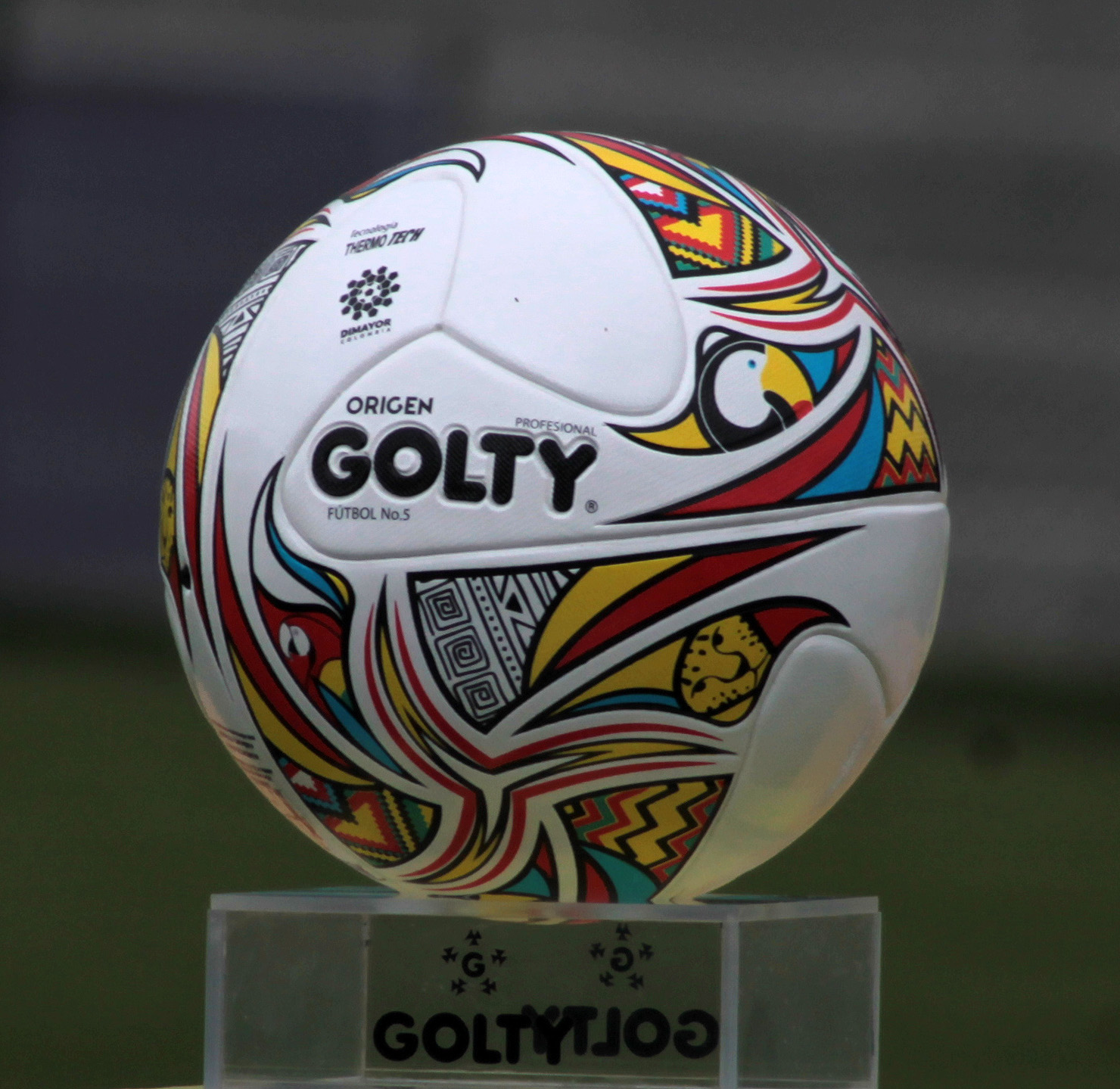
Origen, el balón oficial del fútbol colombiano en la temporada 2022.

El sistema de juego para el Torneo Apertura 2022 se estableció el 17 de diciembre de 2021 en asamblea extraordinaria de la Dimayor. Se jugará en un sistema de tres fases, similar al utilizado en el anterior torneo: en la primera los equipos jugaron 20 fechas todos contra todos, con una fecha de clásicos. Los ocho primeros equipos de la tabla de posiciones al final de las 20 jornadas clasificaron a la siguiente fase (Cuadrangulares semifinales) que consistió en dos grupos de cuatro equipos en los que se disputaron seis fechas de ida y vuelta. Los equipos ganadores de cada cuadrangular clasificaron a la final con partidos de ida y vuelta para definir el campeón del torneo que clasificó a la Copa Libertadores y la Superliga de 2023.

## Equipos participantes

### Relevo anual de clubes
| Ascendidos a la Primera A                                                      |
| ------------------------------------------------------------------------------ |
| Unión Magdalena (Ganador del Cuadrangular B y campeón de la Primera B 2021-II) |
| Cortuluá (Ganador del Cuadrangular A y subcampeón de la Primera B 2021-II)     |

| Descendidos a la Primera B                                         |
| ------------------------------------------------------------------ |
| Atlético Huila (Peor promedio acumulado en la Primera A)           |
| Deportes Quindío (Segundo peor promedio acumulado en la Primera A) |

### Datos de los clubes
| Equipo                 | Entrenador                      | Ciudad          | Estadio                        | Aforo  |
| ---------------------- | ------------------------------- | --------------- | ------------------------------ | ------ |
| Águilas Doradas        | Leonel Álvarez                  | Rionegro        | Alberto Grisales               | 14 000 |
| Alianza Petrolera      | Hubert Bodhert                  | Barrancabermeja | Daniel Villa Zapata            | 10 400 |
| América de Cali        | Alexandre Guimarães             | Cali            | Olímpico Pascual Guerrero      | 35 400 |
| Atlético Bucaramanga   | Armando Osma                    | Bucaramanga     | Alfonso López                  | 25 000 |
| Atlético Nacional      | Hernán Darío Herrera (interino) | Medellín        | Atanasio Girardot              | 40 940 |
| Cortuluá               | Fernando Velasco (interino)     | Tuluá           | Doce de Octubre                | 16 000 |
| Deportes Tolima        | Hernán Torres                   | Ibagué          | Manuel Murillo Toro            | 28 100 |
| Deportivo Cali         | Rafael Dudamel                  | Palmira         | Deportivo Cali                 | 42 000 |
| Deportivo Pasto        | Flabio Torres                   | Pasto           | Departamental Libertad         | 18 000 |
| Deportivo Pereira      | Alexis Márquez                  | Pereira         | Hernán Ramírez Villegas        | 30 290 |
| Envigado F. C.         | Alberto Suárez                  | Envigado        | Polideportivo Sur              | 14 000 |
| Independiente Medellín | Julio Comesaña                  | Medellín        | Atanasio Girardot              | 40 940 |
| Jaguares               | César Torres                    | Montería        | Jaraguay                       | 12 000 |
| Junior                 | Juan Cruz Real                  | Barranquilla    | Metropolitano Roberto Meléndez | 46 690 |
| La Equidad             | Alexis García                   | Bogotá          | Metropolitano de Techo         | 10 000 |
| Millonarios            | Alberto Gamero                  | Bogotá          | Nemesio Camacho El Campín      | 36 340 |
| Once Caldas            | Diego Corredor                  | Manizales       | Palogrande                     | 28 678 |
| Patriotas              | Arturo Boyacá                   | Tunja           | La Independencia               | 20 630 |
| Santa Fe               | Grigori Méndez (interino)       | Bogotá          | Nemesio Camacho El Campín      | 36 340 |
| Unión Magdalena        | Claudio Rodríguez               | Santa Marta     | Sierra Nevada                  | 16 120 |

#### Cambio de entrenadores
| Equipo               | Entrenador saliente   | Fecha de salida         | Reemplazado por       | Fecha de llegada        |
| Pretemporada         | Pretemporada          | Pretemporada            | Pretemporada          | Pretemporada            |
| -------------------- | --------------------- | ----------------------- | --------------------- | ----------------------- |
| Santa Fe             | Grigori Méndez        | 23 de noviembre de 2021 | Martín Cardetti       | 25 de noviembre de 2021 |
| Cortuluá             | Jaime de La Pava      | 16 de diciembre de 2021 | Manuel Suárez Jiménez | 8 de enero de 2022      |
| Junior               | Arturo Reyes          | 17 de diciembre de 2021 | Juan Cruz Real        | 21 de diciembre de 2021 |
| Águilas Doradas      | Johan Fano            | 31 de diciembre de 2021 | Leonel Álvarez        | 31 de diciembre de 2021 |
| Temporada            |                       |                         |                       |                         |
| Patriotas            | Juan David Niño       | 7 de febrero de 2022    | Arturo Boyacá         | 10 de febrero de 2022   |
| Atlético Bucaramanga | Néstor Craviotto      | 21 de febrero de 2022   | Armando Osma          | 24 de febrero de 2022   |
| Atlético Nacional    | Alejandro Restrepo    | 28 de febrero de 2022   | Hernán Darío Herrera  | 1 de marzo de 2022      |
| América de Cali      | Juan Carlos Osorio    | 31 de marzo de 2022     | Alexandre Guimarães   | 6 de abril de 2022      |
| Unión Magdalena      | Carlos Silva Socarrás | 12 de abril de 2022     | Claudio Rodríguez     | 12 de abril de 2022     |
| Santa Fe             | Martín Cardetti       | 25 de abril de 2022     | Grigori Méndez        | 25 de abril de 2022     |
| Cortuluá             | Manuel Suárez Jiménez | 2 de mayo de 2022       | Fernando Velasco      | 2 de mayo de 2022       |

### Localización
| Antioquia       | 4 | Águilas Doradas, Atlético Nacional, Envigado F. C. e Independiente Medellín | Junior Unión Jaguares Bucaramanga Alianza Medellín Envigado Águilas Patriotas Caldas Pereira Bogotá · Tolima Cortuluá Cali América Pasto Equipos de Bogotá: · La Equidad · Millonarios · Santa Fe Equipos de Medellín: · Atlético Nacional · Independiente Medellín |
| Bogotá, D. C.   | 3 | La Equidad, Millonarios y Santa Fe                                          | Junior Unión Jaguares Bucaramanga Alianza Medellín Envigado Águilas Patriotas Caldas Pereira Bogotá · Tolima Cortuluá Cali América Pasto Equipos de Bogotá: · La Equidad · Millonarios · Santa Fe Equipos de Medellín: · Atlético Nacional · Independiente Medellín |
| Valle del Cauca | 3 | América de Cali, Cortuluá y Deportivo Cali                                  | Junior Unión Jaguares Bucaramanga Alianza Medellín Envigado Águilas Patriotas Caldas Pereira Bogotá · Tolima Cortuluá Cali América Pasto Equipos de Bogotá: · La Equidad · Millonarios · Santa Fe Equipos de Medellín: · Atlético Nacional · Independiente Medellín |
| Santander       | 2 | Alianza Petrolera y Atlético Bucaramanga                                    | Junior Unión Jaguares Bucaramanga Alianza Medellín Envigado Águilas Patriotas Caldas Pereira Bogotá · Tolima Cortuluá Cali América Pasto Equipos de Bogotá: · La Equidad · Millonarios · Santa Fe Equipos de Medellín: · Atlético Nacional · Independiente Medellín |
| Atlántico       | 1 | Junior                                                                      | Junior Unión Jaguares Bucaramanga Alianza Medellín Envigado Águilas Patriotas Caldas Pereira Bogotá · Tolima Cortuluá Cali América Pasto Equipos de Bogotá: · La Equidad · Millonarios · Santa Fe Equipos de Medellín: · Atlético Nacional · Independiente Medellín |
| Boyacá          | 1 | Patriotas                                                                   | Junior Unión Jaguares Bucaramanga Alianza Medellín Envigado Águilas Patriotas Caldas Pereira Bogotá · Tolima Cortuluá Cali América Pasto Equipos de Bogotá: · La Equidad · Millonarios · Santa Fe Equipos de Medellín: · Atlético Nacional · Independiente Medellín |
| Caldas          | 1 | Once Caldas                                                                 | Junior Unión Jaguares Bucaramanga Alianza Medellín Envigado Águilas Patriotas Caldas Pereira Bogotá · Tolima Cortuluá Cali América Pasto Equipos de Bogotá: · La Equidad · Millonarios · Santa Fe Equipos de Medellín: · Atlético Nacional · Independiente Medellín |
| Córdoba         | 1 | Jaguares                                                                    | Junior Unión Jaguares Bucaramanga Alianza Medellín Envigado Águilas Patriotas Caldas Pereira Bogotá · Tolima Cortuluá Cali América Pasto Equipos de Bogotá: · La Equidad · Millonarios · Santa Fe Equipos de Medellín: · Atlético Nacional · Independiente Medellín |
| Magdalena       | 1 | Unión Magdalena                                                             | Junior Unión Jaguares Bucaramanga Alianza Medellín Envigado Águilas Patriotas Caldas Pereira Bogotá · Tolima Cortuluá Cali América Pasto Equipos de Bogotá: · La Equidad · Millonarios · Santa Fe Equipos de Medellín: · Atlético Nacional · Independiente Medellín |
| Nariño          | 1 | Deportivo Pasto                                                             | Junior Unión Jaguares Bucaramanga Alianza Medellín Envigado Águilas Patriotas Caldas Pereira Bogotá · Tolima Cortuluá Cali América Pasto Equipos de Bogotá: · La Equidad · Millonarios · Santa Fe Equipos de Medellín: · Atlético Nacional · Independiente Medellín |
| Risaralda       | 1 | Deportivo Pereira                                                           | Junior Unión Jaguares Bucaramanga Alianza Medellín Envigado Águilas Patriotas Caldas Pereira Bogotá · Tolima Cortuluá Cali América Pasto Equipos de Bogotá: · La Equidad · Millonarios · Santa Fe Equipos de Medellín: · Atlético Nacional · Independiente Medellín |
| Tolima          | 1 | Deportes Tolima                                                             | Junior Unión Jaguares Bucaramanga Alianza Medellín Envigado Águilas Patriotas Caldas Pereira Bogotá · Tolima Cortuluá Cali América Pasto Equipos de Bogotá: · La Equidad · Millonarios · Santa Fe Equipos de Medellín: · Atlético Nacional · Independiente Medellín |

## Todos contra todos

### Clasificación
| Pos. | Equipo                 | Pts. | PJ | G  | E | P  | GF | GC | Dif. | Clasificación               |
| ---- | ---------------------- | ---- | -- | -- | - | -- | -- | -- | ---- | --------------------------- |
| 1    | Millonarios            | 42   | 20 | 13 | 3 | 4  | 23 | 11 | +12  | Cuadrangulares semifinales. |
| 2    | Deportes Tolima        | 40   | 20 | 12 | 4 | 4  | 29 | 14 | +15  | Cuadrangulares semifinales. |
| 3    | Atlético Nacional      | 36   | 20 | 10 | 6 | 4  | 26 | 15 | +11  | Cuadrangulares semifinales. |
| 4    | Independiente Medellín | 34   | 20 | 10 | 4 | 6  | 25 | 19 | +6   | Cuadrangulares semifinales. |
| 5    | Junior                 | 32   | 20 | 10 | 2 | 8  | 30 | 21 | +9   | Cuadrangulares semifinales. |
| 6    | Envigado F. C.         | 31   | 20 | 8  | 7 | 5  | 22 | 21 | +1   | Cuadrangulares semifinales. |
| 7    | La Equidad             | 30   | 20 | 7  | 9 | 4  | 21 | 16 | +5   | Cuadrangulares semifinales. |
| 8    | Atlético Bucaramanga   | 29   | 20 | 8  | 5 | 7  | 27 | 25 | +2   | Cuadrangulares semifinales. |
| 9    | Alianza Petrolera      | 29   | 20 | 7  | 8 | 5  | 22 | 20 | +2   |                             |
| 10   | Santa Fe               | 27   | 20 | 7  | 6 | 7  | 29 | 26 | +3   |                             |
| 11   | Jaguares               | 27   | 20 | 8  | 3 | 9  | 26 | 29 | −3   |                             |
| 12   | Once Caldas            | 26   | 20 | 6  | 8 | 6  | 18 | 18 | 0    |                             |
| 13   | Águilas Doradas        | 25   | 20 | 7  | 4 | 9  | 17 | 26 | −9   |                             |
| 14   | Deportivo Pereira      | 23   | 20 | 6  | 5 | 9  | 21 | 26 | −5   |                             |
| 15   | América de Cali        | 23   | 20 | 6  | 5 | 9  | 20 | 25 | −5   |                             |
| 16   | Deportivo Pasto        | 22   | 20 | 5  | 7 | 8  | 16 | 20 | −4   |                             |
| 17   | Patriotas              | 21   | 20 | 5  | 6 | 9  | 19 | 23 | −4   |                             |
| 18   | Cortuluá               | 20   | 20 | 5  | 5 | 10 | 21 | 27 | −6   |                             |
| 19   | Deportivo Cali         | 18   | 20 | 4  | 6 | 10 | 14 | 24 | −10  |                             |
| 20   | Unión Magdalena        | 11   | 20 | 2  | 5 | 13 | 8  | 28 | −20  |                             |

 Fuente: Dimayor

#### Evolución de la clasificación
| Equipo                 | Jornada | Jornada | Jornada | Jornada | Jornada | Jornada | Jornada | Jornada | Jornada | Jornada | Jornada | Jornada | Jornada | Jornada | Jornada | Jornada | Jornada | Jornada | Jornada | Jornada |
| Equipo                 | 1       | 2       | 3       | 4       | 5       | 6       | 7       | 8       | 9       | 10      | 11      | 12      | 13      | 14      | 15      | 16      | 17      | 18      | 19      | 20      |
| ---------------------- | ------- | ------- | ------- | ------- | ------- | ------- | ------- | ------- | ------- | ------- | ------- | ------- | ------- | ------- | ------- | ------- | ------- | ------- | ------- | ------- |
| Millonarios            | 4       | 7       | 12      | 12      | 11      | 4       | 3       | 3       | 1       | 1       | 1       | 1       | 1       | 3       | 3       | 3       | 2       | 2       | 2       | 1       |
| Deportes Tolima        | 18      | 10      | 5       | 2       | 1       | 1       | 1       | 1       | 2       | 2       | 3       | 3       | 3       | 2       | 2       | 2       | 1       | 1       | 1       | 2       |
| Atlético Nacional      | 8       | 3       | 1       | 5       | 2       | 2       | 2       | 2       | 3       | 3       | 2       | 2       | 2       | 1       | 1       | 1       | 3       | 3       | 3       | 3       |
| Independiente Medellín | 6       | 12      | 6       | 8       | 5       | 9       | 5       | 7       | 4       | 7       | 5       | 4       | 4       | 4       | 4       | 4       | 4       | 5       | 5       | 4       |
| Junior                 | 1       | 8       | 4       | 7       | 6       | 8       | 12      | 8       | 6       | 4       | 7       | 8       | 9       | 5       | 6       | 5       | 5       | 4       | 4       | 5       |
| Envigado F. C.         | 19      | 11      | 11      | 11      | 10      | 12      | 15      | 10      | 7       | 5       | 6       | 6       | 6       | 9       | 7       | 6       | 6       | 6       | 6       | 6       |
| La Equidad             | 9       | 15      | 18      | 20      | 16      | 15      | 13      | 14      | 11      | 10      | 13      | 9       | 10      | 10      | 12      | 10      | 7       | 7       | 8       | 7       |
| Atlético Bucaramanga   | 7       | 13      | 17      | 14      | 14      | 18      | 18      | 18      | 17      | 13      | 10      | 13      | 11      | 8       | 5       | 8       | 9       | 11      | 10      | 8       |
| Alianza Petrolera      | 2       | 6       | 9       | 10      | 7       | 7       | 6       | 9       | 9       | 9       | 8       | 10      | 7       | 11      | 10      | 9       | 10      | 8       | 7       | 9       |
| Santa Fe               | 12      | 2       | 7       | 3       | 4       | 6       | 9       | 5       | 8       | 11      | 9       | 7       | 8       | 6       | 8       | 11      | 11      | 9       | 9       | 10      |
| Jaguares               | 3       | 1       | 3       | 1       | 3       | 5       | 8       | 13      | 15      | 12      | 15      | 12      | 13      | 13      | 11      | 12      | 12      | 14      | 12      | 11      |
| Once Caldas            | 13      | 4       | 8       | 4       | 9       | 3       | 4       | 4       | 5       | 6       | 4       | 5       | 5       | 7       | 9       | 7       | 8       | 10      | 11      | 12      |
| Águilas Doradas        | 14      | 18      | 16      | 13      | 13      | 13      | 16      | 11      | 13      | 16      | 16      | 16      | 16      | 16      | 18      | 16      | 13      | 12      | 13      | 13      |
| Deportivo Pereira      | 16      | 17      | 10      | 15      | 15      | 14      | 7       | 12      | 14      | 15      | 14      | 15      | 14      | 15      | 15      | 13      | 15      | 13      | 14      | 14      |
| América de Cali        | 5       | 5       | 2       | 6       | 8       | 11      | 10      | 15      | 10      | 8       | 12      | 14      | 15      | 12      | 13      | 14      | 14      | 15      | 16      | 15      |
| Deportivo Pasto        | 17      | 20      | 19      | 19      | 20      | 17      | 14      | 16      | 16      | 17      | 18      | 18      | 18      | 17      | 16      | 15      | 16      | 16      | 15      | 16      |
| Patriotas              | 20      | 9       | 13      | 17      | 18      | 19      | 19      | 19      | 20      | 19      | 17      | 17      | 17      | 18      | 17      | 18      | 17      | 17      | 18      | 17      |
| Cortuluá               | 11      | 16      | 14      | 9       | 12      | 10      | 11      | 6       | 12      | 14      | 11      | 11      | 12      | 14      | 14      | 17      | 18      | 19      | 17      | 18      |
| Deportivo Cali         | 15      | 19      | 20      | 18      | 19      | 20      | 20      | 20      | 18      | 18      | 19      | 19      | 19      | 19      | 19      | 19      | 19      | 18      | 19      | 19      |
| Unión Magdalena        | 10      | 14      | 15      | 16      | 17      | 16      | 17      | 17      | 19      | 20      | 20      | 20      | 20      | 20      | 20      | 20      | 20      | 20      | 20      | 20      |

### Resultados
- La hora de cada encuentro corresponde al huso horario que rige a Colombia (UTC-5)

Nota: Los horarios se definen la semana previa a cada jornada. Todos los partidos son transmitidos en vivo por Win Sports+. El canal Win Sports transmite 5 partidos en vivo por fecha.
| Águilas Doradas        | 1 : 1 | Atlético Bucaramanga | Alberto Grisales               | 20 de enero | 18:00 | Win Sports+ y Win Sports |
| América de Cali        | 1 : 0 | Envigado F. C.       | Olímpico Pascual Guerrero      | 20 de enero | 20:05 | Win Sports+              |
| Santa Fe               | 1 : 1 | La Equidad           | Nemesio Camacho El Campín      | 21 de enero | 18:00 | Win Sports+ y Win Sports |
| Deportivo Pasto        | 0 : 1 | Millonarios          | Departamental Libertad         | 21 de enero | 20:05 | Win Sports+              |
| Cortuluá               | 1 : 1 | Atlético Nacional    | Doce de Octubre                | 22 de enero | 16:05 | Win Sports+              |
| Once Caldas            | 1 : 1 | Unión Magdalena      | Palogrande                     | 22 de enero | 18:10 | Win Sports+ y Win Sports |
| Junior                 | 3 : 1 | Patriotas            | Metropolitano Roberto Meléndez | 22 de enero | 20:15 | Win Sports+              |
| Independiente Medellín | 1 : 0 | Deportes Tolima      | Atanasio Girardot              | 23 de enero | 16:05 | Win Sports+              |
| Jaguares               | 2 : 1 | Deportivo Cali       | Jaraguay                       | 23 de enero | 18:10 | Win Sports+              |
| Alianza Petrolera      | 2 : 1 | Deportivo Pereira    | Daniel Villa Zapata            | 23 de enero | 20:15 | Win Sports+ y Win Sports |

| Envigado F. C.       | 1 : 0 | Deportivo Pasto        | Polideportivo Sur         | 25 de enero | 16:00 | Win Sports+ y Win Sports |
| Santa Fe             | 3 : 0 | Águilas Doradas        | Nemesio Camacho El Campín | 25 de enero | 18:05 | Win Sports+              |
| Atlético Bucaramanga | 0 : 0 | Millonarios            | Alfonso López             | 25 de enero | 20:10 | Win Sports+              |
| La Equidad           | 1 : 2 | Once Caldas            | Metropolitano de Techo    | 26 de enero | 14:00 | Win Sports+ y Win Sports |
| Jaguares             | 2 : 1 | Cortuluá               | Jaraguay                  | 26 de enero | 16:05 | Win Sports+ y Win Sports |
| Deportivo Cali       | 0 : 1 | Deportes Tolima        | Deportivo Cali            | 26 de enero | 18:10 | Win Sports+              |
| Atlético Nacional    | 3 : 1 | Junior                 | Atanasio Girardot         | 26 de enero | 20:15 | Win Sports+              |
| Unión Magdalena      | 0 : 0 | Alianza Petrolera      | Sierra Nevada             | 27 de enero | 16:00 | Win Sports+ y Win Sports |
| Patriotas            | 2 : 0 | Independiente Medellín | La Independencia          | 27 de enero | 18:05 | Win Sports+ y Win Sports |
| Deportivo Pereira    | 1 : 1 | América de Cali        | Hernán Ramírez Villegas   | 27 de enero | 20:10 | Win Sports+              |

| Cortuluá               | 1 : 1 | Santa Fe             | Doce de Octubre                | 29 de enero | 14:00 | Win Sports+ y Win Sports |
| Águilas Doradas        | 1 : 1 | Once Caldas          | Alberto Grisales               | 29 de enero | 16:05 | Win Sports+ y Win Sports |
| Junior                 | 1 : 0 | La Equidad           | Metropolitano Roberto Meléndez | 29 de enero | 18:10 | Win Sports+              |
| Millonarios            | 0 : 2 | Atlético Nacional    | Nemesio Camacho El Campín      | 29 de enero | 20:15 | Win Sports+              |
| Patriotas              | 2 : 3 | Deportivo Pereira    | La Independencia               | 30 de enero | 14:00 | Win Sports+ y Win Sports |
| Independiente Medellín | 2 : 0 | Deportivo Cali       | Atanasio Girardot              | 30 de enero | 16:05 | Win Sports+              |
| América de Cali        | 3 : 0 | Atlético Bucaramanga | Olímpico Pascual Guerrero      | 30 de enero | 18:10 | Win Sports+              |
| Alianza Petrolera      | 2 : 2 | Envigado F. C.       | Daniel Villa Zapata            | 30 de enero | 20:15 | Win Sports+ y Win Sports |
| Deportivo Pasto        | 1 : 1 | Jaguares             | Departamental Libertad         | 31 de enero | 18:00 | Win Sports+ y Win Sports |
| Deportes Tolima        | 2 : 1 | Unión Magdalena      | Manuel Murillo Toro            | 31 de enero | 20:05 | Win Sports+              |

| Atlético Bucaramanga | 2 : 1 | Alianza Petrolera      | Alfonso López             | 2 de febrero | 14:00 | Win Sports+ y Win Sports |
| Envigado F. C.       | 0 : 0 | Millonarios            | Polideportivo Sur         | 2 de febrero | 16:05 | Win Sports+              |
| Deportivo Cali       | 1 : 0 | Deportivo Pereira      | Deportivo Cali            | 2 de febrero | 18:10 | Win Sports+              |
| Santa Fe             | 2 : 1 | Junior                 | Nemesio Camacho El Campín | 2 de febrero | 20:15 | Win Sports+              |
| La Equidad           | 0 : 1 | Águilas Doradas        | Metropolitano de Techo    | 3 de febrero | 14:00 | Win Sports+ y Win Sports |
| Unión Magdalena      | 0 : 0 | Deportivo Pasto        | Sierra Nevada             | 3 de febrero | 16:05 | Win Sports+ y Win Sports |
| Jaguares             | 3 : 1 | Patriotas              | Jaraguay                  | 3 de febrero | 18:10 | Win Sports+ y Win Sports |
| Atlético Nacional    | 0 : 1 | Deportes Tolima        | Atanasio Girardot         | 3 de febrero | 20:15 | Win Sports+              |
| Cortuluá             | 2 : 0 | América de Cali        | Doce de Octubre           | 4 de febrero | 16:00 | Win Sports+              |
| Once Caldas          | 2 : 1 | Independiente Medellín | Palogrande                | 4 de febrero | 20:00 | Win Sports+              |

| Envigado F. C.         | 1 : 0 | Deportivo Cali       | Polideportivo Sur              | 5 de febrero | 16:05 | Win Sports+              |
| Patriotas              | 0 : 1 | La Equidad           | La Independencia               | 6 de febrero | 14:00 | Win Sports+ y Win Sports |
| Deportes Tolima        | 2 : 1 | Atlético Bucaramanga | Manuel Murillo Toro            | 6 de febrero | 16:05 | Win Sports+ y Win Sports |
| Millonarios            | 1 : 0 | Unión Magdalena      | Nemesio Camacho El Campín      | 6 de febrero | 18:10 | Win Sports+              |
| Deportivo Pasto        | 0 : 1 | Atlético Nacional    | Departamental Libertad         | 6 de febrero | 20:15 | Win Sports+              |
| Alianza Petrolera      | 2 : 0 | Jaguares             | Daniel Villa Zapata            | 7 de febrero | 16:05 | Win Sports+ y Win Sports |
| Junior                 | 2 : 1 | Águilas Doradas      | Metropolitano Roberto Meléndez | 7 de febrero | 18:10 | Win Sports+              |
| América de Cali        | 2 : 2 | Santa Fe             | Olímpico Pascual Guerrero      | 7 de febrero | 20:15 | Win Sports+              |
| Independiente Medellín | 3 : 1 | Cortuluá             | Atanasio Girardot              | 8 de febrero | 18:00 | Win Sports+ y Win Sports |
| Deportivo Pereira      | 0 : 1 | Once Caldas          | Hernán Ramírez Villegas        | 9 de marzo   | 20:00 | Win Sports+              |

| Unión Magdalena      | 2 : 1 | Envigado F. C.         | Sierra Nevada             | 11 de febrero | 16:00 | Win Sports+ y Win Sports |
| Atlético Bucaramanga | 0 : 1 | Deportivo Pasto        | Alfonso López             | 11 de febrero | 18:05 | Win Sports+ y Win Sports |
| Atlético Nacional    | 0 : 0 | Alianza Petrolera      | Atanasio Girardot         | 11 de febrero | 20:10 | Win Sports+              |
| Cortuluá             | 1 : 0 | Patriotas              | Doce de Octubre           | 12 de febrero | 14:00 | Win Sports+ y Win Sports |
| La Equidad           | 2 : 0 | Independiente Medellín | Metropolitano de Techo    | 12 de febrero | 16:05 | Win Sports+ y Win Sports |
| Once Caldas          | 1 : 0 | Junior                 | Palogrande                | 12 de febrero | 18:10 | Win Sports+              |
| Águilas Doradas      | 2 : 0 | América de Cali        | Alberto Grisales          | 12 de febrero | 20:15 | Win Sports+              |
| Santa Fe             | 1 : 2 | Deportivo Pereira      | Nemesio Camacho El Campín | 13 de febrero | 16:00 | Win Sports+              |
| Deportivo Cali       | 0 : 2 | Millonarios            | Deportivo Cali            | 13 de febrero | 18:05 | Win Sports+              |
| Jaguares             | 0 : 2 | Deportes Tolima        | Jaraguay                  | 13 de febrero | 20:10 | Win Sports+ y Win Sports |

| Unión Magdalena        | 0 : 3 (W.O.) | Atlético Bucaramanga | Sierra Nevada                  | 15 de febrero | 18:00 | Win Sports+ y Win Sports |
| Envigado F. C.         | 1 : 2        | Atlético Nacional    | Metropolitano Ciudad de Itagüí | 15 de febrero | 20:05 | Win Sports+              |
| Deportivo Pereira      | 2 : 1        | Jaguares             | Hernán Ramírez Villegas        | 16 de febrero | 14:00 | Win Sports+ y Win Sports |
| Deportes Tolima        | 3 : 0        | Santa Fe             | Manuel Murillo Toro            | 16 de febrero | 16:05 | Win Sports+              |
| Millonarios            | 2 : 0        | Águilas Doradas      | Nemesio Camacho El Campín      | 16 de febrero | 18:10 | Win Sports+              |
| Independiente Medellín | 2 : 0        | Junior               | Atanasio Girardot              | 16 de febrero | 20:15 | Win Sports+              |
| Patriotas              | 0 : 0        | Once Caldas          | La Independencia               | 17 de febrero | 14:00 | Win Sports+ y Win Sports |
| Alianza Petrolera      | 0 : 0        | Cortuluá             | Daniel Villa Zapata            | 17 de febrero | 16:05 | Win Sports+ y Win Sports |
| Deportivo Pasto        | 2 : 0        | Deportivo Cali       | Departamental Libertad         | 17 de febrero | 18:10 | Win Sports+              |
| América de Cali        | 1 : 1        | La Equidad           | Olímpico Pascual Guerrero      | 17 de febrero | 20:15 | Win Sports+              |

| Santa Fe             | 1 : 0 | Independiente Medellín | Nemesio Camacho El Campín      | 19 de febrero | 16:05 | Win Sports+              |
| Jaguares             | 1 : 2 | Millonarios            | Jaraguay                       | 19 de febrero | 18:10 | Win Sports+              |
| Atlético Nacional    | 1 : 0 | Unión Magdalena        | Atanasio Girardot              | 19 de febrero | 20:15 | Win Sports+              |
| Cortuluá             | 2 : 1 | Deportivo Pereira      | Doce de Octubre                | 20 de febrero | 14:00 | Win Sports+ y Win Sports |
| Deportivo Cali       | 1 : 1 | Alianza Petrolera      | Deportivo Cali                 | 20 de febrero | 16:05 | Win Sports+              |
| Junior               | 1 : 0 | América de Cali        | Metropolitano Roberto Meléndez | 20 de febrero | 18:10 | Win Sports+              |
| La Equidad           | 0 : 0 | Deportes Tolima        | Metropolitano de Techo         | 20 de febrero | 20:15 | Win Sports+ y Win Sports |
| Atlético Bucaramanga | 1 : 2 | Envigado F. C.         | Alfonso López                  | 21 de febrero | 19:40 | Win Sports+ y Win Sports |
| Águilas Doradas      | 1 : 0 | Patriotas              | Alberto Grisales               | 22 de febrero | 17:30 | Win Sports+ y Win Sports |
| Once Caldas          | 3 : 0 | Deportivo Pasto        | Palogrande                     | 22 de febrero | 20:05 | Win Sports+ y Win Sports |

| Envigado F. C.         | 3 : 1 | Jaguares          | Polideportivo Sur         | 26 de febrero | 14:00 | Win Sports+ y Win Sports |
| Deportivo Pereira      | 2 : 3 | La Equidad        | Hernán Ramírez Villegas   | 26 de febrero | 16:05 | Win Sports+ y Win Sports |
| Deportes Tolima        | 0 : 2 | Junior            | Manuel Murillo Toro       | 26 de febrero | 18:10 | Win Sports+              |
| Millonarios            | 1 : 0 | Cortuluá          | Nemesio Camacho El Campín | 26 de febrero | 20:15 | Win Sports+              |
| Unión Magdalena        | 0 : 2 | Deportivo Cali    | Sierra Nevada             | 27 de febrero | 16:05 | Win Sports+              |
| Atlético Bucaramanga   | 3 : 1 | Atlético Nacional | Alfonso López             | 27 de febrero | 18:10 | Win Sports+              |
| América de Cali        | 2 : 0 | Once Caldas       | Olímpico Pascual Guerrero | 27 de febrero | 20:15 | Win Sports+              |
| Patriotas              | 1 : 1 | Santa Fe          | La Independencia          | 28 de febrero | 19:40 | Win Sports+ y Win Sports |
| Deportivo Pasto        | 1 : 1 | Alianza Petrolera | Departamental Libertad    | 1 de marzo    | 17:30 | Win Sports+ y Win Sports |
| Independiente Medellín | 4 : 0 | Águilas Doradas   | Atanasio Girardot         | 1 de marzo    | 19:35 | Win Sports+ y Win Sports |

| Once Caldas       | 0 : 0 | Deportivo Pereira      | Palogrande                     | 4 de marzo | 19:40 | Win Sports+              |
| Junior            | 3 : 1 | Unión Magdalena        | Metropolitano Roberto Meléndez | 5 de marzo | 16:05 | Win Sports+              |
| Deportivo Cali    | 0 : 1 | América de Cali        | Deportivo Cali                 | 5 de marzo | 18:10 | Win Sports+              |
| La Equidad        | 1 : 1 | Patriotas              | Metropolitano de Techo         | 5 de marzo | 20:15 | Win Sports+ y Win Sports |
| Alianza Petrolera | 2 : 2 | Atlético Bucaramanga   | Daniel Villa Zapata            | 6 de marzo | 16:05 | Win Sports+              |
| Santa Fe          | 0 : 3 | Millonarios            | Nemesio Camacho El Campín      | 6 de marzo | 18:10 | Win Sports+              |
| Atlético Nacional | 2 : 0 | Independiente Medellín | Atanasio Girardot              | 6 de marzo | 20:15 | Win Sports+              |
| Cortuluá          | 1 : 3 | Deportes Tolima        | Olímpico Pascual Guerrero      | 7 de marzo | 19:40 | Win Sports+ y Win Sports |
| Águilas Doradas   | 1 : 2 | Envigado F. C.         | Alberto Grisales               | 8 de marzo | 17:30 | Win Sports+ y Win Sports |
| Jaguares          | 1 : 0 | Deportivo Pasto        | Jaraguay                       | 8 de marzo | 19:35 | Win Sports+ y Win Sports |

| Deportes Tolima      | 1 : 2 | Patriotas              | Manuel Murillo Toro       | 16 de marzo | 16:00 | Win Sports+ y Win Sports |
| Atlético Bucaramanga | 1 : 0 | Deportivo Cali         | Alfonso López             | 16 de marzo | 18:05 | Win Sports+              |
| Deportivo Pasto      | 2 : 4 | Santa Fe               | Departamental Libertad    | 16 de marzo | 20:10 | Win Sports+              |
| Atlético Nacional    | 3 : 1 | Jaguares               | Atanasio Girardot         | 17 de marzo | 19:45 | Win Sports+              |
| Unión Magdalena      | 0 : 2 | Cortuluá               | Sierra Nevada             | 18 de marzo | 17:30 | Win Sports+ y Win Sports |
| Millonarios          | 1 : 0 | Once Caldas            | Nemesio Camacho El Campín | 18 de marzo | 20:00 | Win Sports+              |
| Alianza Petrolera    | 2 : 1 | Águilas Doradas        | Daniel Villa Zapata       | 19 de marzo | 17:30 | Win Sports+ y Win Sports |
| América de Cali      | 1 : 3 | Independiente Medellín | Olímpico Pascual Guerrero | 19 de marzo | 20:00 | Win Sports+              |
| Envigado F. C.       | 1 : 1 | La Equidad             | Polideportivo Sur         | 20 de marzo | 16:05 | Win Sports+ y Win Sports |
| Deportivo Pereira    | 1 : 0 | Junior                 | Hernán Ramírez Villegas   | 20 de marzo | 18:10 | Win Sports+              |

| Jaguares               | 2 : 0 | Unión Magdalena      | Jaraguay                       | 21 de marzo | 15:45 | Win Sports+ y Win Sports |
| Deportivo Cali         | 3 : 3 | Atlético Nacional    | Deportivo Cali                 | 21 de marzo | 18:10 | Win Sports+              |
| Santa Fe               | 3 : 1 | Atlético Bucaramanga | Nemesio Camacho El Campín      | 21 de marzo | 20:15 | Win Sports+              |
| Once Caldas            | 2 : 2 | Deportes Tolima      | Palogrande                     | 22 de marzo | 18:00 | Win Sports+              |
| Patriotas              | 2 : 1 | América de Cali      | La Independencia               | 22 de marzo | 20:05 | Win Sports+              |
| Cortuluá               | 1 : 1 | Envigado F. C.       | Doce de Octubre                | 23 de marzo | 14:00 | Win Sports+ y Win Sports |
| La Equidad             | 2 : 1 | Alianza Petrolera    | Metropolitano de Techo         | 23 de marzo | 16:05 | Win Sports+ y Win Sports |
| Águilas Doradas        | 1 : 0 | Deportivo Pereira    | Alberto Grisales               | 23 de marzo | 18:10 | Win Sports+ y Win Sports |
| Independiente Medellín | 1 : 0 | Millonarios          | Atanasio Girardot              | 23 de marzo | 20:15 | Win Sports+              |
| Junior                 | 1 : 1 | Deportivo Pasto      | Metropolitano Roberto Meléndez | 25 de marzo | 16:00 | Win Sports+              |

| Atlético Bucaramanga | 1 : 0 | Jaguares               | Alfonso López             | 26 de marzo | 14:00 | Win Sports+ y Win Sports |
| Envigado F. C.       | 1 : 1 | Once Caldas            | Polideportivo Sur         | 26 de marzo | 16:05 | Win Sports+              |
| Unión Magdalena      | 2 : 1 | Águilas Doradas        | Sierra Nevada             | 26 de marzo | 18:10 | Win Sports+ y Win Sports |
| Deportivo Pereira    | 1 : 1 | Independiente Medellín | Hernán Ramírez Villegas   | 26 de marzo | 20:15 | Win Sports+              |
| Deportivo Cali       | 2 : 1 | Cortuluá               | Deportivo Cali            | 27 de marzo | 15:10 | Win Sports+              |
| Alianza Petrolera    | 2 : 1 | Patriotas              | Daniel Villa Zapata       | 27 de marzo | 17:15 | Win Sports+ y Win Sports |
| Deportes Tolima      | 1 : 0 | América de Cali        | Manuel Murillo Toro       | 27 de marzo | 19:30 | Win Sports+              |
| Deportivo Pasto      | 1 : 1 | La Equidad             | Departamental Libertad    | 28 de marzo | 17:30 | Win Sports+ y Win Sports |
| Atlético Nacional    | 2 : 1 | Santa Fe               | Atanasio Girardot         | 28 de marzo | 19:35 | Win Sports+              |
| Millonarios          | 1 : 0 | Junior                 | Nemesio Camacho El Campín | 30 de marzo | 20:00 | Win Sports+              |

| La Equidad             | 0 : 0 | Deportivo Cali       | Metropolitano de Techo         | 1 de abril | 19:40 | Win Sports+ y Win Sports |
| Independiente Medellín | 2 : 1 | Envigado F. C.       | Atanasio Girardot              | 2 de abril | 14:00 | Win Sports+              |
| Deportivo Pereira      | 0 : 2 | Deportes Tolima      | Hernán Ramírez Villegas        | 2 de abril | 16:05 | Win Sports+ y Win Sports |
| Patriotas              | 0 : 2 | Atlético Nacional    | La Independencia               | 2 de abril | 18:10 | Win Sports+              |
| Junior                 | 3 : 1 | Alianza Petrolera    | Metropolitano Roberto Meléndez | 2 de abril | 20:15 | Win Sports+              |
| Águilas Doradas        | 1 : 1 | Jaguares             | Alberto Grisales               | 3 de abril | 15:00 | Win Sports+ y Win Sports |
| América de Cali        | 3 : 2 | Millonarios          | Olímpico Pascual Guerrero      | 3 de abril | 17:30 | Win Sports+              |
| Santa Fe               | 1 : 0 | Unión Magdalena      | Nemesio Camacho El Campín      | 3 de abril | 19:35 | Win Sports+              |
| Cortuluá               | 0 : 1 | Deportivo Pasto      | Doce de Octubre                | 4 de abril | 16:00 | Win Sports+ y Win Sports |
| Once Caldas            | 0 : 1 | Atlético Bucaramanga | Palogrande                     | 4 de abril | 20:00 | Win Sports+              |

| Millonarios          | 2 : 1 | La Equidad             | Nemesio Camacho El Campín | 8 de abril  | 20:00 | Win Sports+              |
| Deportes Tolima      | 3 : 0 | Águilas Doradas        | Manuel Murillo Toro       | 9 de abril  | 16:05 | Win Sports+ y Win Sports |
| Unión Magdalena      | 0 : 1 | Patriotas              | Sierra Nevada             | 9 de abril  | 18:10 | Win Sports+ y Win Sports |
| Deportivo Cali       | 1 : 1 | Junior                 | Deportivo Cali            | 9 de abril  | 20:15 | Win Sports+              |
| Envigado F. C.       | 1 : 0 | Santa Fe               | Polideportivo Sur         | 10 de abril | 15:00 | Win Sports+              |
| Atlético Nacional    | 2 : 0 | América de Cali        | Atanasio Girardot         | 10 de abril | 17:30 | Win Sports+              |
| Alianza Petrolera    | 1 : 1 | Independiente Medellín | Daniel Villa Zapata       | 10 de abril | 19:35 | Win Sports+              |
| Jaguares             | 2 : 1 | Once Caldas            | Jaraguay                  | 11 de abril | 17:30 | Win Sports+ y Win Sports |
| Deportivo Pasto      | 2 : 2 | Deportivo Pereira      | Departamental Libertad    | 11 de abril | 19:40 | Win Sports+ y Win Sports |
| Atlético Bucaramanga | 3 : 2 | Cortuluá               | Alfonso López             | 12 de abril | 19:40 | Win Sports+ y Win Sports |

| Santa Fe               | 0 : 1 | Alianza Petrolera    | Nemesio Camacho El Campín      | 15 de abril | 19:30 | Win Sports+              |
| Once Caldas            | 1 : 0 | Cortuluá             | Palogrande                     | 16 de abril | 14:00 | Win Sports+ y Win Sports |
| Deportes Tolima        | 0 : 1 | Deportivo Pasto      | Manuel Murillo Toro            | 16 de abril | 16:05 | Win Sports+ y Win Sports |
| La Equidad             | 1 : 0 | Jaguares             | Metropolitano de Techo         | 16 de abril | 18:10 | Win Sports+ y Win Sports |
| Junior                 | 2 : 0 | Atlético Bucaramanga | Metropolitano Roberto Meléndez | 16 de abril | 20:15 | Win Sports+              |
| Águilas Doradas        | 1 : 0 | Atlético Nacional    | Alberto Grisales               | 17 de abril | 14:00 | Win Sports+              |
| Deportivo Pereira      | 1 : 0 | Millonarios          | Hernán Ramírez Villegas        | 17 de abril | 16:05 | Win Sports+              |
| América de Cali        | 1 : 1 | Deportivo Cali       | Olímpico Pascual Guerrero      | 17 de abril | 18:10 | Win Sports+              |
| Independiente Medellín | 0 : 0 | Unión Magdalena      | Atanasio Girardot              | 17 de abril | 20:15 | Win Sports+ y Win Sports |
| Patriotas              | 0 : 0 | Envigado F. C.       | La Independencia               | 18 de abril | 19:40 | Win Sports+ y Win Sports |

| Atlético Bucaramanga | 2 : 3        | Independiente Medellín | Alfonso López             | 23 de abril | 16:00 | Win Sports+              |
| Atlético Nacional    | 0 : 0        | Once Caldas            | Atanasio Girardot         | 23 de abril | 18:05 | Win Sports+              |
| Unión Magdalena      | 0 : 3 (W.O.) | Junior                 | Sierra Nevada             | 23 de abril | 20:10 | Win Sports+              |
| Envigado F. C.       | 2 : 1        | Deportivo Pereira      | Polideportivo Sur         | 24 de abril | 11:00 | Win Sports+ y Win Sports |
| Deportivo Cali       | 0 : 1        | Águilas Doradas        | Deportivo Cali            | 24 de abril | 14:00 | Win Sports+              |
| Jaguares             | 1 : 1        | América de Cali        | Jaraguay                  | 24 de abril | 16:05 | Win Sports+              |
| Millonarios          | 2 : 1        | Santa Fe               | Nemesio Camacho El Campín | 24 de abril | 18:10 | Win Sports+              |
| Alianza Petrolera    | 0 : 2        | Deportes Tolima        | Daniel Villa Zapata       | 24 de abril | 20:15 | Win Sports+ y Win Sports |
| Cortuluá             | 0 : 2        | La Equidad             | Doce de Octubre           | 25 de abril | 16:00 | Win Sports+ y Win Sports |
| Deportivo Pasto      | 0 : 0        | Patriotas              | Departamental Libertad    | 26 de abril | 19:40 | Win Sports+ y Win Sports |

| Deportivo Pereira      | 2 : 0 | Unión Magdalena      | Hernán Ramírez Villegas        | 29 de abril | 20:00 | Win Sports+ y Win Sports |
| La Equidad             | 1 : 1 | Atlético Bucaramanga | Metropolitano de Techo         | 30 de abril | 14:00 | Win Sports+ y Win Sports |
| Independiente Medellín | 0 : 0 | Atlético Nacional    | Polideportivo Sur              | 30 de abril | 16:05 | Win Sports+              |
| Santa Fe               | 4 : 0 | Jaguares             | Nemesio Camacho El Campín      | 30 de abril | 18:10 | Win Sports+              |
| Deportes Tolima        | 3 : 2 | Cortuluá             | Manuel Murillo Toro            | 30 de abril | 20:15 | Win Sports+ y Win Sports |
| Once Caldas            | 0 : 1 | Deportivo Cali       | Palogrande                     | 1 de mayo   | 14:00 | Win Sports+              |
| Patriotas              | 1 : 2 | Millonarios          | La Independencia               | 1 de mayo   | 16:05 | Win Sports+              |
| Junior                 | 4 : 0 | Envigado F. C.       | Metropolitano Roberto Meléndez | 1 de mayo   | 20:15 | Win Sports+              |
| Águilas Doradas        | 1 : 0 | Deportivo Pasto      | Alberto Grisales               | 2 de mayo   | 17:00 | Win Sports+ y Win Sports |
| América de Cali        | 0 : 1 | Alianza Petrolera    | Olímpico Pascual Guerrero      | 2 de mayo   | 19:30 | Win Sports+              |

| Unión Magdalena      | 1 : 1        | La Equidad             | Sierra Nevada             | 5 de mayo | 17:00 | Win Sports+ y Win Sports |
| Atlético Nacional    | 1 : 1        | Deportivo Pereira      | Atanasio Girardot         | 6 de mayo | 20:00 | Win Sports+              |
| Atlético Bucaramanga | 1 : 1        | Patriotas              | Alfonso López             | 7 de mayo | 14:00 | Win Sports+ y Win Sports |
| Deportivo Cali       | 1 : 1        | Santa Fe               | Deportivo Cali            | 7 de mayo | 16:05 | Win Sports+              |
| Deportivo Pasto      | 3 : 1        | América de Cali        | Departamental Libertad    | 7 de mayo | 18:10 | Win Sports+              |
| Jaguares             | 3 : 0 (W.O.) | Independiente Medellín | Jaraguay                  | 7 de mayo | 20:15 | Sin transmisión          |
| Cortuluá             | 1 : 0        | Junior                 | Doce de Octubre           | 8 de mayo | 14:00 | Win Sports+              |
| Envigado F. C.       | 1 : 0        | Águilas Doradas        | Polideportivo Sur         | 8 de mayo | 16:05 | Win Sports+ y Win Sports |
| Millonarios          | 0 : 0        | Deportes Tolima        | Nemesio Camacho El Campín | 8 de mayo | 18:10 | Win Sports+              |
| Alianza Petrolera    | 2 : 0        | Once Caldas            | Daniel Villa Zapata       | 8 de mayo | 20:15 | Win Sports+ y Win Sports |

| Millonarios            | 1 : 0 | Alianza Petrolera    | Nemesio Camacho El Campín      | 14 de mayo | 18:00 | Win Sports+                      |
| La Equidad             | 1 : 0 | Atlético Nacional    | Metropolitano de Techo         | 14 de mayo | 18:00 | Win Sports                       |
| Once Caldas            | 2 : 2 | Santa Fe             | Palogrande                     | 14 de mayo | 18:00 | Win Sports Online y winsports.co |
| Deportivo Pereira      | 0 : 3 | Atlético Bucaramanga | Hernán Ramírez Villegas        | 14 de mayo | 18:00 | Win Sports Online y winsports.co |
| Junior                 | 2 : 4 | Jaguares             | Metropolitano Roberto Meléndez | 14 de mayo | 18:00 | Win Sports Online y winsports.co |
| Independiente Medellín | 1 : 0 | Deportivo Pasto      | Atanasio Girardot              | 14 de mayo | 18:00 | Win Sports Online y winsports.co |
| Águilas Doradas        | 2 : 2 | Cortuluá             | Alberto Grisales               | 14 de mayo | 18:00 | Win Sports Online y winsports.co |
| Deportes Tolima        | 1 : 1 | Envigado F. C.       | Manuel Murillo Toro            | 14 de mayo | 18:00 | Win Sports Online y winsports.co |
| Patriotas              | 3 : 0 | Deportivo Cali       | La Independencia               | 15 de mayo | 14:00 | Win Sports+                      |
| América de Cali        | 1 : 0 | Unión Magdalena      | Olímpico Pascual Guerrero      | 15 de mayo | 19:00 | Win Sports+                      |

1. ↑  El partido entre Deportivo Pereira y Once Caldas, programado para el 8 de febrero a las 20:05 horas fue suspendido por razones de fuerza mayor y se jugó el 9 de marzo a las 20:00 horas.[29][30]
2. ↑  El partido entre Unión Magdalena y Atlético Bucaramanga fue suspendido al minuto 78 de juego con el marcador 0:1 por invasión al campo de juego por parte de aficionados del club Unión Magdalena y finalizado por falta de garantías.[31] La Comisión Disciplinaria del campeonato sancionó al Unión Magdalena con pérdida del partido por «retirada o renuncia» y un marcador de 0:3.[32]
3. ↑  El partido entre Unión Magdalena y Junior fue suspendido al minuto 75 de juego con el marcador 1:1 por disturbios en las tribunas del estadio y finalizado por falta de garantías.[33] La Comisión Disciplinaria del campeonato sancionó al Unión Magdalena con pérdida del partido por «retirada o renuncia» y un marcador de 0:3.[34]
4. ↑  El partido entre Jaguares e Independiente Medellín no se jugó debido a la incomparecencia del club Independiente Medellín por motivos de orden público.[35] La Comisión Disciplinaria del campeonato sancionó al Independiente Medellín con pérdida del partido por «retirada o renuncia» y un marcador de 3:0.[36]

## Cuadrangulares semifinales
- La hora de cada encuentro corresponde al huso horario que rige a Colombia (UTC-5)

La segunda fase del Torneo Apertura 2022 fueron los cuadrangulares semifinales. Estos los disputaron los ocho mejores equipos del torneo distribuidos en dos grupos de cuatro equipos. Los dos primeros de la fase todos contra todos fueron cabezas de los grupos A y B, respectivamente, mientras que los seis equipos restantes fueron sorteados según su posición para integrar los dos grupos: el 3.° fue emparejado con el 4.° y lo sembró en el otro grupo y de igual manera con el 5.° y 6.° y el 7.° y 8.°. Los ganadores de cada grupo de los cuadrangulares se enfrentarán en la gran final para definir al campeón del torneo.
|  |                                     |
|  | Clasificados a la final del torneo. |
|  | Eliminados.                         |

### Grupo A
| Pos. | Equipo               | Pts. | PJ | G | E | P | GF | GC | Dif. |  |
| ---- | -------------------- | ---- | -- | - | - | - | -- | -- | ---- |  |
| 1    | Atlético Nacional    | 12   | 6  | 3 | 3 | 0 | 10 | 5  | +5   |  |
| 2    | Junior               | 8    | 6  | 2 | 2 | 2 | 5  | 6  | −1   |  |
| 3    | Millonarios          | 6    | 6  | 1 | 3 | 2 | 5  | 6  | −1   |  |
| 4    | Atlético Bucaramanga | 6    | 6  | 2 | 0 | 4 | 5  | 8  | −3   |  |

| Equipo / Jornada     | 1 | 2 | 3 | 4 | 5 | 6 |
| -------------------- | - | - | - | - | - | - |
| Atlético Nacional    | 2 | 3 | 1 | 1 | 1 | 1 |
| Junior               | 3 | 4 | 3 | 3 | 2 | 2 |
| Millonarios          | 1 | 1 | 2 | 2 | 3 | 3 |
| Atlético Bucaramanga | 4 | 2 | 4 | 4 | 4 | 4 |

| Primera | Junior               | 1 : 1 | Atlético Nacional    | Metropolitano Roberto Meléndez | 21 de mayo  | 19:30 | Win Sports+ |
| Primera | Millonarios          | 1 : 0 | Atlético Bucaramanga | Nemesio Camacho El Campín      | 22 de mayo  | 17:30 | Win Sports+ |
| Segunda | Atlético Bucaramanga | 2 : 0 | Junior               | Alfonso López                  | 31 de mayo  | 18:00 | Win Sports+ |
| Segunda | Atlético Nacional    | 2 : 2 | Millonarios          | Atanasio Girardot              | 31 de mayo  | 20:05 | Win Sports+ |
| Tercera | Atlético Nacional    | 4 : 1 | Atlético Bucaramanga | Atanasio Girardot              | 4 de junio  | 17:15 | Win Sports+ |
| Tercera | Junior               | 2 : 1 | Millonarios          | Metropolitano Roberto Meléndez | 4 de junio  | 19:30 | Win Sports+ |
| Cuarta  | Millonarios          | 0 : 0 | Junior               | Nemesio Camacho El Campín      | 8 de junio  | 18:15 | Win Sports+ |
| Cuarta  | Atlético Bucaramanga | 0 : 1 | Atlético Nacional    | Alfonso López                  | 8 de junio  | 20:15 | Win Sports+ |
| Quinta  | Junior               | 1 : 0 | Atlético Bucaramanga | Metropolitano Roberto Meléndez | 11 de junio | 17:00 | Win Sports+ |
| Quinta  | Millonarios          | 0 : 0 | Atlético Nacional    | Nemesio Camacho El Campín      | 11 de junio | 19:45 | Win Sports+ |
| Sexta   | Atlético Bucaramanga | 2 : 1 | Millonarios          | Alfonso López                  | 15 de junio | 18:00 | Win Sports+ |
| Sexta   | Atlético Nacional    | 2 : 1 | Junior               | Atanasio Girardot              | 15 de junio | 20:15 | Win Sports+ |

### Grupo B
| Pos. | Equipo                 | Pts. | PJ | G | E | P | GF | GC | Dif. |  |
| ---- | ---------------------- | ---- | -- | - | - | - | -- | -- | ---- |  |
| 1    | Deportes Tolima        | 13   | 6  | 4 | 1 | 1 | 7  | 2  | +5   |  |
| 2    | Independiente Medellín | 11   | 6  | 3 | 2 | 1 | 9  | 3  | +6   |  |
| 3    | La Equidad             | 9    | 6  | 3 | 0 | 3 | 7  | 8  | −1   |  |
| 4    | Envigado F. C.         | 1    | 6  | 0 | 1 | 5 | 2  | 12 | −10  |  |

| Equipo / Jornada       | 1 | 2 | 3 | 4 | 5 | 6 |
| ---------------------- | - | - | - | - | - | - |
| Deportes Tolima        | 1 | 1 | 1 | 2 | 1 | 1 |
| Independiente Medellín | 2 | 2 | 2 | 1 | 3 | 2 |
| La Equidad             | 4 | 3 | 3 | 3 | 2 | 3 |
| Envigado F. C.         | 3 | 4 | 4 | 4 | 4 | 4 |

| Primera | Envigado F. C.         | 1 : 4 | Deportes Tolima        | Polideportivo Sur      | 21 de mayo  | 15:00 | Win Sports+ |
| Primera | Independiente Medellín | 2 : 0 | La Equidad             | Atanasio Girardot      | 21 de mayo  | 17:30 | Win Sports+ |
| Segunda | La Equidad             | 2 : 0 | Envigado F. C.         | Metropolitano de Techo | 1 de junio  | 18:00 | Win Sports+ |
| Segunda | Deportes Tolima        | 0 : 0 | Independiente Medellín | Manuel Murillo Toro    | 1 de junio  | 20:05 | Win Sports+ |
| Tercera | Envigado F. C.         | 0 : 0 | Independiente Medellín | Polideportivo Sur      | 5 de junio  | 15:00 | Win Sports+ |
| Tercera | Deportes Tolima        | 1 : 0 | La Equidad             | Manuel Murillo Toro    | 5 de junio  | 19:35 | Win Sports+ |
| Cuarta  | La Equidad             | 1 : 0 | Deportes Tolima        | Metropolitano de Techo | 9 de junio  | 18:15 | Win Sports+ |
| Cuarta  | Independiente Medellín | 2 : 1 | Envigado F. C.         | Atanasio Girardot      | 9 de junio  | 20:15 | Win Sports+ |
| Quinta  | Envigado F. C.         | 0 : 3 | La Equidad             | Polideportivo Sur      | 12 de junio | 15:00 | Win Sports+ |
| Quinta  | Independiente Medellín | 0 : 1 | Deportes Tolima        | Atanasio Girardot      | 12 de junio | 17:30 | Win Sports+ |
| Sexta   | Deportes Tolima        | 1 : 0 | Envigado F. C.         | Manuel Murillo Toro    | 16 de junio | 19:30 | Win Sports+ |
| Sexta   | La Equidad             | 1 : 5 | Independiente Medellín | Metropolitano de Techo | 16 de junio | 19:30 | Win Sports  |

## Final
- La hora de cada encuentro corresponde al huso horario que rige a Colombia (UTC-5).

| 22 de junio de 2022 | Atlético Nacional                          | 3:1 (1:1) | Deportes Tolima | Estadio Atanasio Girardot, Medellín        |                                            |
| 20:00               | Banguero 43' · Candelo 71' · Andrade 90+3' | Reporte   | Plata 23'       | Árbitro(s): Éder Vergara VAR: Jorge Guzmán | Árbitro(s): Éder Vergara VAR: Jorge Guzmán |

| 26 de junio de 2022 | Deportes Tolima                  | 2:1 (2:0) | Atlético Nacional | Estadio Manuel Murillo Toro, Ibagué          |                                              |
| 19:00               | Olivera 18' (a.g.) · Caicedo 36' | Reporte   | Barrera 90+1'     | Árbitro(s): Andrés Rojas VAR: Fernando Acuña | Árbitro(s): Andrés Rojas VAR: Fernando Acuña |

|                                       |
| Bandera de Colombia                   |
| Campeón Atlético Nacional 17.º título |

## Estadísticas

### Goleadores
| Jugador          | Equipo                 | Goles | PJ | Promedio |
| ---------------- | ---------------------- | ----- | -- | -------- |
| Dayro Moreno     | Atlético Bucaramanga   | 13    | 21 | 0.62     |
| Luis Carlos Ruiz | Cortuluá               | 11    | 18 | 0.61     |
| Miguel Borja     | Junior                 | 10    | 17 | 0.59     |
| Wilson Morelo    | Santa Fe               | 10    | 18 | 0.56     |
| Luciano Pons     | Independiente Medellín | 10    | 22 | 0.45     |
| Leonardo Castro  | Deportivo Pereira      | 9     | 16 | 0.56     |
| Duvier Riascos   | Deportivo Pasto        | 8     | 16 | 0.5      |
| Jefferson Duque  | Atlético Nacional      | 8     | 24 | 0.33     |
| Pablo Sabbag     | La Equidad             | 7     | 24 | 0.29     |
| Andrés Rentería  | Jaguares               | 6     | 13 | 0.46     |

Fuente: Dimayor

### Asistencias
| Jugador           | Equipos              | Asistencias | PJ |
| ----------------- | -------------------- | ----------- | -- |
| Sherman Cárdenas  | Atlético Bucaramanga | 9           | 24 |
| Mariano Vázquez   | Deportivo Pasto      | 6           | 16 |
| Yohandry Orozco   | Deportes Tolima      | 6           | 19 |
| Christian Marrugo | Águilas Doradas      | 6           | 20 |
| David Camacho     | La Equidad           | 5           | 24 |
| Teófilo Gutiérrez | Deportivo Cali       | 4           | 13 |
| Anderson Plata    | Deportes Tolima      | 4           | 15 |
| Adrián Ramos      | América de Cali      | 4           | 17 |
| Gilberto García   | Deportivo Pasto      | 4           | 17 |
| Sebastián Pedroza | Santa Fe             | 4           | 17 |

Fuente: Dimayor